# Rádio Contemporânea
Rádio Contemporânea é uma emissora de rádio brasileira sediada no Rio de Janeiro, capital do estado homônimo. Opera no dial AM, na frequência 990 kHz, e pertence ao Grupo Record. Possui uma programação basicamente composta de programas produzidos pela Igreja Universal do Reino de Deus, além de algumas produções jornalísticas. Seus estúdios estão no Templo da Glória do Novo Israel, sede carioca da IURD, em Del Castilho, e seus transmissores estão no bairro das Palmeiras, em São Gonçalo.

## História
A emissora foi fundada em 5 de junho de 1935 como Rádio Ipanema, por um grupo de empresários de origem alemã. Com o prefixo PRH 8, operava inicialmente em 1080 kHz, tendo mudado para os 1130 kHz no ano seguinte. Com a entrada do Brasil na Segunda Guerra Mundial, a rádio foi confiscada pelo Governo Federal em julho de 1944. Em 7 de setembro do mesmo ano, a emissora foi renomeada para Rádio Mauá, tornando-se subordinada ao Ministério do Trabalho, Indústria e Comércio.
Com o slogan A emissora do trabalho, a rádio contava com programas produzidos pelo Departamento de Imprensa e Propaganda, tornando-se assim como sua coirmã Rádio Nacional um instrumento de propagação das ideias populistas do presidente Getúlio Vargas. Sua programação funcionava entre 5h e 0h, e na época era uma das emissoras mais ouvidas na faixa matutina. Com o fim do Estado Novo em 1945, a rádio teve sua programação alterada e passou a ser gerida por uma fundação, tendo sua imagem de "emissora do trabalho" completamente desvincilhada, mesmo ainda ligada ao Ministério do Trabalho. Foi nessa época que um jovem locutor e camelô chamado Silvio Santos passou a fazer locuções comerciais no programa de Silveira Lima, um dos mais populares comunicadores do rádio carioca de então, depois de sua estreia na Rádio Guanabara (hoje Rádio Bandeirantes). 
Na década de 1950, a Rádio Mauá tinha uma estrutura composta por dois estúdios e um auditório localizados no Palácio do Trabalho, além de orquestra e conjunto regional. Além do transmissor de onda média, a emissora também operava em ondas curtas de 31 metros (ZYZ 24, 9705 kHz) e 25 metros (ZYZ 25, 11885 kHz). Na gestão do então ministro João Goulart, o seu secretário Doutel de Andrade passou a dirigir a emissora, trazendo para a Mauá nomes como Orlando Batista, Osvaldo Sargentelli e Haroldo de Andrade. Entre 1954 e 1955, foi dirigida por Hélio Fernandes, quando passou a operar com novos transmissores e por 24 horas. Além da programação de entretenimento, que era composta por programas como Ritmos e Melodias, Grande Carnaval Mauá, Tribuna Livre, O Sertão é Assim, Rádio-Show Mauá, Programa Nena Martinez, Diário Feminino, entre outros, Fernandes reforçou a parte jornalística da rádio, criando os noticiários Noticioso Mauá, transmitido de hora em hora, e Rotativas Mauá, apresentado por Osvaldo Sargentelli. Nomes como José Lewgoy, Maria Fernanda e Leon Eliachar também fizeram parte desta época da emissora.
Em 1958, a emissora passou a ser dirigida por Paulo Nunes Vieira. Eram veiculados programas como Os Grandes Vultos da Música, com Maurício Caminha de Lacerda, sobre música erudita; A Turma do Bate-Papo, com Orlando Batista; Essa, não!, humorístico apresentado por Samuel Bastos; Musifone, com Haroldo de Andrade, entre outros. Em 1959, segundo pesquisa IBOPE, a Rádio Mauá figurava como quinta colocada em audiência no Rio de Janeiro, atrás (em ordem decrescente) da Rádio Nacional, Rádio Tamoio, Rádio Tupi e Rádio Mayrink Veiga (empatadas em 3º lugar) e Rádio Jornal do Brasil.
Em 22 de julho de 1960, o Ministério do Trabalho, Indústria e Comércio passou a se chamar Ministério do Trabalho e Previdência Social. A Rádio Mauá, que ainda era subordinada a pasta, firmou convênio em 1965 com os institutos de previdência social, passando a receber subvenções mensais. No início da década de 1970, os principais sucessos da emissora estavam no humorístico A Turma da Maré Mansa, apresentado por Antonio Luiz, e na Grande Resenha Esportiva Antarctica, com Jorge Nunes.
Em 15 de dezembro de 1975, através do Decreto nº 6.301, foi criada a Radiobrás, empresa de comunicação responsável por gerenciar todas as concessões de radiodifusão pertencentes ao Governo Federal. A Rádio Mauá então deixou de ser subordinada ao Ministério do Trabalho e passou a fazer parte da nova empresa, juntamente com a Rádio Nacional. Na virada para 1976, a emissora troca de frequência com a Nacional, e passa a operar em 980 kHz, tempos depois alterados para os atuais 990 kHz.
Em 25 de maio, a Rádio Mauá sai temporariamente do ar, retornando em 16 de junho como Rádio Ipanema, voltando a utilizar sua antiga nomenclatura após 32 anos. Seus estúdios passaram a funcionar junto a Rádio Nacional no Edifício A Noite, localizado na Praça Mauá, estando até hoje no local uma placa de bronze indicando o fato. Com o relançamento da emissora, inicialmente apostou-se numa programação voltada para o público feminino, mas posteriormente a emissora voltou-se para a programação musical, concorrendo diretamente com a Rádio Tamoio e a Rádio Mundial, que dominavam o segmento no dial AM carioca.
Na década de 1980, a rádio passou a fazer parte de uma rede de emissoras comandada pela Golden Cross, sendo essa a primeira tentativa de privatização da emissora. No fim de 1989, a rádio foi vendida para o líder da Igreja Universal do Reino de Deus, Edir Macedo, passando a fazer parte da recém-criada Central Record de Comunicação. Em 1990, deixa de utilizar o nome Ipanema e passa a se chamar Rádio Record, tal qual a emissora homônima de São Paulo que pertencia ao grupo. Com o passar da década, sua programação musical foi aos poucos dando espaço aos cultos e programas religiosos da Igreja Universal, declinando totalmente na audiência.
Em 2006, a emissora mudou de nome para Rádio Nova, passando a apostar numa programação similar a da 93 FM e da Rádio Melodia, com atrações voltadas para o público evangélico além de promoções para os ouvintes.